# فيليب مارتن
فيليب مارتن (بالإنجليزية: Phillip Martin)‏ هو سياسي أمريكي، ولد في 13 مارس 1926 في الولايات المتحدة، وتوفي في 4 فبراير 2010 في نفس البلد. انتخب زعيم قبيلة Mississippi Band of Choctaw Indians ‏ (1979 – 2007).